# سم ویلسون (دنیای سینمایی مارول)
سموئل تامس «سم» ویلسون (انگلیسی: Samuel Thomas "Sam" Wilson) شخصیتی تخیلی است که توسط آنتونی مکی در دنیای سینمایی مارول به تصویر کشیده شده است. سم ویلسون بر پایهٔ شخصیتی در مارول کامیکس با همین نام ساخته شده و بیشتر با نام مستعار اولیه‌اش، فالکون، و بعدها به‌عنوان کاپیتان آمریکا شناخته می‌شود. ویلسون در ابتدا به‌عنوان کهنه‌سرباز امدادگر نیروی هوایی ایالات متحده آمریکا معرفی می‌شود که در استفاده از یک جت پک پیشرفته با بال‌های متحرک تخصص دارد. او یک مبارز و تاکتیک‌دان ماهر است و پس از کمک به استیو راجرز در جریان قیام هایدرا، دوست صمیمی او می‌شود و بعداً توسط راجرز به تیم انتقام‌جویان دعوت می‌گردد.
در پی اختلافات مربوط به توافق‌نامه سوکوویا، ویلسون طرف راجرز را می‌گیرد و فراری می‌شود. او در جریان نبرد علیه تانوس بازمی‌گردد، اما قربانی «بلیپ» (حذف نیمی از موجودات زنده) می‌شود. پس از بازگشت به زندگی، راجرز که حالا بازنشسته شده، شخصاً ویلسون را به‌عنوان کاپیتان آمریکای جدید انتخاب می‌کند و سپر نمادین مخصوصی را به او می‌دهد. با این حال، ویلسون که احساس می‌کند نمی‌تواند از پس این مسئولیت برآید، سپر را به دولت آمریکا تحویل می‌دهد و دولت، جان واکر را به‌عنوان کاپیتان آمریکا معرفی می‌کند. در جریان درگیری با واکر و گروه فلگ‌سمایشرها، ویلسون با کمک باکی بارنز سرانجام عنوان کاپیتان آمریکا را می‌پذیرد و لقب سابق خود، فالکون، را به خواکین تورِس واگذار می‌کند. ویلسون در نقش کاپیتان آمریکا با تادئوس راس، که تحت تأثیر دکتر ساموئل استرنر است، درگیر می‌شود. پس از متوقف کردن استرنر و نجات راس، ویلسون شروع به بازسازی تیم انتقام‌جویان می‌کند.
ویلسون یکی از شخصیت‌های محوری در دنیای سینمایی مارول است و تا سال ۲۰۲۵ در هفت فیلم ظاهر شده است. او یکی از نقش‌های اصلی مینی‌سریال فالکون و سرباز زمستان (۲۰۲۱) است. این شخصیت به‌عنوان اولین کاپیتان آمریکای سیاه‌پوست در دنیای سینمایی مارول شناخته می‌شود و بازی آنتونی مکی در این نقش با استقبال مثبت روبه‌رو شده است. او همچنین در فیلم کاپیتان آمریکا: دنیای جدید شجاع (۲۰۲۵) به‌عنوان شخصیت اصلی حضور دارد.